# T-Pistonz+KMC LIVE TPKing Vol.1
『T-Pistonz+KMC LIVE TPKing Vol.1』（ティーピストンズプラスケムシ　ライブ　ティーピーキングボリュームワン）は、日本の 4人組パフォーマンス音楽ユニットT-Pistonz+KMCが2012年9月26日にリリースした1作目の映像作品（DVD）である。

## 概要
- 2012年4月8日にマウントレーニアホール渋谷にて行われた初のワンマンライブ「TPKing Vol.1」の模様を収録したDVDである。
- 一般発売に先駆け、2012年8月25日にduo MUSIC EXCHANGEにて行われたライブ「TPKing Vol.2」の会場で先行発売が行われた。[1]

## 収録映像曲
1. 99%（KMC）
2. DASH!!!!（KMC）
3. 打ち砕ーくっ!
4. 僕らのゴォール!
5. おはよう!シャイニング・デイ
6. HAJIKE-YO!!（北原沙弥香）
7. ポジティブのカケラ（ヒロシ・ドット）
8. またね…のキセツ〜あの樹の下に集まろう!メドレー
9. 友達でいようなっ
10. 最強で最高
11. マジで感謝!
12. 勝って泣こうゼッ!
13. 天までとどけっ!
14. 成せば成るのさ 七色卵
15. つながリーヨ
16. GOODキター!

## ゲスト
- 北原沙弥香
- 菊谷知樹（ギター）
- たいせい（キーボード）
- 高木貴司（ドラムス）（タイトプロ社長）
- yui（ギター）